# FMR1NB
FMR1NB (англ. FMR1 neighbor) – білок, який кодується однойменним геном, розташованим у людей на довгому плечі X-хромосоми. Довжина поліпептидного ланцюга білка становить 255 амінокислот, а молекулярна маса — 29 241.
| 10         |  | 20         |  | 30         |  | 40         |  | 50         |
| ---------- |  | ---------- |  | ---------- |  | ---------- |  | ---------- |
| MSSHRRKAKG |  | RNRRSHRAMR |  | VAHLELATYE |  | LAATESNPES |  | SHPGYEAAMA |
| DRPQPGWRES |  | LKMRVSKPFG |  | MLMLSIWILL |  | FVCYYLSYYL |  | CSGSSYFVLA |
| NGHILPNSEN |  | AHGQSLEEDS |  | ALEALLNFFF |  | PTTCNLRENQ |  | VAKPCNELQD |
| LSESECLRHK |  | CCFSSSGTTS |  | FKCFAPFRDV |  | PKQMMQMFGL |  | GAISLILVCL |
| PIYCRSLFWR |  | SEPADDLQRQ |  | DNRVVTGLKK |  | QRRKRKRKSE |  | MLQKAARGRE |
| EHGDE      |  |            |  |            |  |            |  |            |

A: Аланін

C: Цистеїн

D: Аспарагінова кислота

E: Глутамінова кислота

F: Фенілаланін

G: Гліцин

H: Гістидин

I: Ізолейцин

K: Лізин

L: Лейцин

M: Метіонін

N: Аспарагін

P: Пролін

Q: Глутамін

R: Аргінін

S: Серин

T: Треонін

V: Валін

W: Триптофан

Локалізований у мембрані.